# Arielle Martin
Arielle Martin (30 de julio de 1985) es una deportista estadounidense que compitió en ciclismo en la modalidad de BMX. Ganó una medalla de bronce en el Campeonato Mundial de Ciclismo BMX de 2009, en la carrera femenina.

## Palmarés internacional
| Campeonato Mundial | Campeonato Mundial   | Campeonato Mundial | Campeonato Mundial |
| Año                | Lugar                | Medalla            | Competición        |
| ------------------ | -------------------- | ------------------ | ------------------ |
| 2009               | Adelaida (Australia) | Medalla de bronce  | Carrera            |